# Список керівників держав 39 року

## Європа
- плем'я атребатів — король Веріка (15-43)
- Боспорська держава — цар Мітрідат III (38-45)
- король гермундурів Вібілій (до 50)
- правитель Дакії Скорило (29-68)
- Ірландія — верховний король Фіаху Фіннолах (до 55)
- плем'я катувеллаунів — вождь Кунобелін (9-43)
- плем'я маркоманів — вождь Ванній (до 50/51)
- Одриське царство — цар Реметалк II (18-38); по ньому — Реметалк III та Піфодорида II (38 — 46)
- Римська імперія
  - імператор Калігула (37-41)
  - консули Калігула і Луцій Апроній Цезіан
- легат провінції Паннонія Авл Плавцій (36-42)

## Азія
- Адіабена — Ізат II (34-55)
- Анурадхапура — Іланага (38-44)
- Велика Вірменія — цар Ород (37-42)
- Мала Вірменія — цар Котіс IX (38-54)
- тетрарх Галілеї та Переї Ірод Антипа (4 до н. е. — 39)
- цар Елімаїди Ород I (25-50)
- Емеса — цар Самсігерам II (11 р до н. е.-42)
- Іберійське царство — Фарсман I (до 58)
- Індо-парфянське царство (Маргіана) — цар Гондофар (20-50)
- Індо-скіфське царство — цар Аспаварма (15-45)
- Китай — Династія Хань — Ґуан У (25-57)
- Когурьо — Темусін (18-44)
- Коммагена — Антіох IV (38-72)
- Кушанська імперія — Санаб Кушан (до 46)
- Набатейське царство — цар Арета IV Філопатор (9 до н. е.— 40 н. е.)
- Осроена — цар Абгар V (13-50)
- Пекче — ван Тару (29-77)
- Парфія — Артабан III (10-38); по ньому — Вардан I і Готарз II (до 47)
- Царство Сатаваханів — магараджа Гауракрішна (31-56)
- Сілла — Юрі (23-57)
- Харакена  —  Аттамбел III (37/38-44/45)
- шаньюй Хунну Юй (18-46)
- первосвященник Юдеї Теофіл бен Анан (37-41)
- цар Юдеї Ірод Агріппа I (37-44)

## Африка
- Мавретанське царство — цар Птолемей (23-40)
- Царство Куш — цар Аманітаракіде (37-47)
- проконсул провінції Африка — імовірно Марк Юній Сілан (до 39); по ньому — Гай Вітрасій Полліо (до 41)